# Gölbaşıspor
Gölbaşıspor ist ein türkischer Fußballverein aus der Kreisstadt Gölbaşı in der Provinz Ankara. Ihre Heimspiele tragen die Grün-Weißen im Gölbaşı İlçe Stadı aus. Die Mannschaft wird von ihren Fans als Çıtaklar bezeichnet.

## Geschichte
Der Verein wurde 1950 als Kızılcahamamspor gegründet und erhielt die noch heute verwendeten Vereinsfarben Grün-Weiß. Nachdem man über mehrere Jahre versucht hatte, in die niedrigste türkische Profiliga aufzusteigen, kaufte man sich die Wettbewerbsrechte des Drittligisten Altındağ Belediyespor und spielte damit in dieser Liga. Nach vier Jahren in der TFF 3. Lig stieg man ab. Die nachfolgenden Jahre versuchte man vergeblich, wieder in diese Liga aufzusteigen.
Zur Saison 2010/11 kaufte man sich diesmal die Wettbewerbsrechte des Drittligisten Pursaklarspor und spielt seither in der TFF 2. Lig. Mit Üstün Bilgi stellte man den Torschützenkönig der Drittligasaison 2011/12.
Der Verein aus der zentralanatolischen Stadt Kızılcahamam verkaufte im Sommer 2014 seine Wettbewerbsrechte. Daraufhin zog die Mannschaft zu dem neuen Inhaber in die zentralanatolischen Stadt Gölbaşı um und wurde in Gölbaşıspor umbenannt. In der Drittligasaison 2014/15 verfehlte die Mannschaft den Klassenerhalt der TFF 2. Lig und stieg damit in die TFF 3. Lig ab. In diese Liga abgestiegen, verfehlte der Verein auch hier den Klassenerhalt und stieg in die Amateurliga ab.

## Ehemalige bekannte Spieler
- Bülent Akın
- Mülayim Erdem
- Cem Atan
- Timur Karagülmez
- Mehmet Yılmaz
- Faruk Atalay
- Üstün Bilgi
- Erkan Özbey

## Trainer (Auswahl)
- Serhat Güller
- Celal Kıbrızlı
- Sedat Özbağ

## Präsidenten (Auswahl)
- Erkan Özbey
- Şenol Özer